# Carl Albert
Carl Albert (California, 13 maggio 1962 – 22 aprile 1995) è stato un cantante statunitense, famoso per essere stato il frontman storico del gruppo speed metal Vicious Rumors, con il quale ha registrato alcuni degli album più celebri della formazione californiana. È ricordato come uno dei cantanti più versatili nel genere, capace di passare da tonalità estremamente limpide ed acute ad altre più roche ed aggressive..

## Biografia

### Primi anni
Carl Albert iniziò fin da giovane ad affacciarsi alla scena musicale della California, dapprima suonando la chitarra in alcune formazioni hard rock quali Crossfire, Chaser ed Uncle Fester, mentre ancora frequentava il liceo sul finire degli anni settanta. La sua prima esperienza come cantante arrivò tuttavia soltanto nel 1984, quando gli fu chiesto di unirsi al gruppo heavy metal locale Ruffians, con i quali pubblicò un omonimo EP l'anno seguente prima di abbandonare la formazione, venendo sostituito da Rich Wild. Non troppo tempo dopo formò un nuovo gruppo, chiamato Villain, che nel 1986 registrò l'EP Only Time Will Tell; tuttavia anche questo gruppo non ebbe successo e si sciolse poco dopo. Albert cercò dunque di dar vita ad una nuova formazione denominata Scratch, con la quale incise però un solo demo.

### Il successo
Dopo la pubblicazione del demo degli Scratch, tuttavia, Albert fu contattato da Geoff Thorpe, leader e chitarrista dei Vicious Rumors, band speed metal sotto contratto con la Shrapnel Records con un album all'attivo, che si era da poco separata dal vocalist Gary St.Pierre. Egli accettò la proposta, apparendo per la prima volta con il gruppo sul suo secondo album in studio, Digital Dictator del 1988. L'album ebbe un successo incredibile, oltre che in America, anche in Europa ed in Giappone, e il gruppo si esibì per la prima volta nel continente europeo in una serie di festival (tra cui il Dynamo Open Air) condividendo il palco con band del calibro di Megadeth, Testament, Nuclear Assault, Death Angel e Forbidden. Grazie al successo ottenuto, i Vicious Rumors firmarono un contratto con la major Atlantic Records nel 1989, con la quale pubblicarono l'anno seguente l'omonimo album che riscosse un buon successo, venendo seguito da un tour americano e dalla comparsa nella classifica di Headbanger's Ball del singolo "Don't Wait for Me". Ad esso seguì nel 1991 il quarto lavoro del gruppo, Welcome to the Ball, che fu nominato album dell'anno e portò i Vicious Rumors in un tour europeo con i Savatage.

### Ultimi lavori e scomparsa
A seguito del tour europeo, a Thorpe fu diagnosticata la sindrome del tunnel carpale, e ciò gettò la band in uno stato di blocco temporaneo, durante il quale continuarono però i lavori per il nuovo lavoro in studio; nel frattempo fu pubblicato il primo album dal vivo Plug In and Hang On, registrato a Tokio, e il contratto con la Atlantic non venne rinnovato. Cambiata in parte la formazione (il bassista storico Dave Starr fu sostituito da Tommy Sisco, già compagno di Albert nei Villain) e ottenuto un contratto con la Rising Sun Records, il gruppo pubblicò nel 1994 il suo nuovo album Word of Mouth, contenente anche un tributo allo scomparso Criss Oliva dei Savatage. L'album ottenne critiche molto positive e tornò in Europa esibendosi con Accept e Metal Church. Iniziarono poi nel 1995 le scritture di nuovi pezzi, ma a fine aprile Albert rimase improvvisamente coinvolto in un fatale incidente d'auto che lo stroncò a soli trentadue anni d'età.

### Tributi postumi
I Vicious Rumors non si ripresero mai completamente dalla scomparsa di Albert, pubblicando subito dopo il live A Tribute to Carl Albert e dedicandogli la canzone "Perpetual", che apparve su Something Burning, sesto album in studio del gruppo pubblicato nel 1996. Il chitarrista Mark McGee, che lasciò la band dopo l'incidente di Albert, gli dedicò una canzone registrata da solista, mentre lo storico bassista Starr compose il pezzo "Voice in the Silence" con il suo gruppo WildeStarr nel 2010.
Il figlio di Albert, Kevin, ha suonato la chitarra in svariati gruppi, tra cui gli storici thrashers californiani Defiance, ed è apparso come vocalist dei Vicious Rumors in svariate occasioni.

## Discografia

### Con i Vicious Rumors
In studio
- Digital Dictator - 1988
- Vicious Rumors - 1990
- Welcome to the Ball - 1991
- The Voice (EP) - 1994
- Word of Mouth - 1994

Dal vivo
- Plug In and Hang On - Live in Tokyo - 1992
- A Tribute to Carl Albert - 1995

Raccolte
- The First Ten Years - 1996
- Crushing the World - 2005

### Con i Villain
In studio
- Only Time Will Tell (EP) - 1986

Raccolte
- Time Machine - 2003

### Con i Ruffians
- Ruffians (EP) - 1985